# Machu Picchu
Machu Picchu (kečuanski jezik: Machu Pikchu, što znači "Stari vrhovi") je sveti grad Inka ("Izgubljeni grad Inka") smješten na najvišem dijelu istočnih Andi u Peruu, ili točnije, na istočnim padinama planinskog lanca iznad doline rijeke Urubamba i neposredno iznad naselja Aguas Calientes, na visini od 2.350 metara nadmorske visine. Machu Picchu je vjerojatno izgrađen oko 1300. godine, ali je ostao skriven sve do 1911. godine kada ga otkriva Amerikanac Hiram Bingham. 
Machu Picchu, poput drugih arheoloških lokaliteta doline Urubamba (Ollantaytambo, Runcuracay, Sayacmarca, Phuyupamarca, Huiñay Huayna, Intipucu, i dr.), svjedoči o nekadašnjem veličanstvenom carstvu Inka. Većina arheologa smatra da je izgrađen kao posjed Inka cara, Pachacuteca (1438. – 1472.). Nakon osvajanja teritorija, moćna vojska Inka sagradila je kanale za navodnjavanje i sustave popločanih cesta, a građevinari su izgradili tvrđave, hramove i monumentalne kamene zgrade. 
Čini se da je grad, koji je 400 godina bio zaboravljen u andskoj prašumi, bio napušten još i prije no što su carstvo Inka pokorili Španjolci. Prema jednoj teoriji, stanovnike je pokosio sifilis koji je stigao iz Europe, a ostalo je učinio građanski rat.
Machu Picchu je 1983. godine upisan na UNESCO-ov popis mjesta svjetske baštine u Americi, a 2007. godine je izabran kao jedno od Sedam novih svjetskih čuda. U rujnu 2007. godine Sveučilište Yale je pristalo vratiti vrijedne predmete koje je Hiram Bingham donio iz Machu Picchua početkom 20. stoljeća, a u studenom 2010. godine je dogovren njihov prijenos u Peruansko sveučilište.

## Odlike
Machu Picchu ima površinu od 32.500 hektara i izgrađen je u tradicionalnom Inka stilu suhozida.  
Arheolozi danas tvrde da Machu Picchu nije bio grad u klasičnom smislu riječi jer nisu pronađeni ostaci birokratske uprave, trgovine ili vojne utvrde. Najvjerojatnije je građen kao carski posjed i religijsko utočište ili pak kao tajni ceremonijalni grad. 
Ostaci Machu Picchua odaju carski stil Inka kakav se može zapaziti i na drugim mjestima najveće države Novoga svijeta prije dolaska Europljana. Ono što je kod Machu Picchua neobično jest okoliš u kojem se nalazi: smješten je na brdu usred bujne vegetacije koju natapa rijeka. Zapravo, postoje tri brda koji čine Machu Picchu: Huayna (Wayna) Pichu, Machu Picchu i brdo na kojem se nalazi ostaci naselja. To brdo s ostacima se danas naziva Machu Picchu što je pogresno, ali je u cijelom svijetu prihvaćeno. Preko brda Machu Picchu (originalnog) vodi "Inka put" od Cusca koji traje nekoliko dana.
Grad ima dvjestotinjak građevina smještenih na terasama i raspoređenih oko velikog središnjeg trga. Četvrti na koje je podijeljen uske su i izdužene tako da maksimalno iskorištavaju prostor. Tri glavne građevine se nalaze u tzv. "Svetoj četvrti":  Intihuatana, Hram sunca i tzv. "Soba s tri prozora". Postoje i terase izvan naseljenog dijela koje imaju kanale za natapanje. Na uzvisini u središtu grada nalazi se granitni monolit, možda žrtvenik, karakterističan za Inke, a možda i zvjezdarnica. Zidine Machu Picchua izgrađene su od orijaških blokova kamena. Taj je podatak fascinantan jer se zna da Inke nisu poznavali kotač ni željezno oruđe, a analizom je utvrđeno da su blokovi savršeno izrezani u kamenolomima i da su se završni radovi obavljali na samom gradilištu.